# Gareth Gates
Gareth Paul Gates (nascido em 12 de Julho de 1984 em Bradford, Inglaterra) é um cantor de música pop. Participou da primeira temporada do programa Pop Idol do canal ITV, onde ficou em segundo lugar. Ele vendeu 3,5 milhões de cópias no Reino Unido. No filme de 2003, Seeing Double, com o grupo pop S Club, Gates interpretou uma versão clone dele mesmo. A partir de 2008, começou a fazer musicais como Les Misérables, Legally Blonde e Boogie Nights.
Em janeiro de 2014, Gareth entrou em um supergrupo chamado 5th Story, com Adam Rickitt, Kavana, Dane Bowers (ex-Another Level) e Kenzie (ex-Blazing Squad). Eles serão um dos seis grupos a participar da segunda temporada do programa The Big Reunion do canal britânico ITV2 que estreia este ano.

## Discografia

### Álbuns de estúdio
- What My Hearts Wants to Say (2002)
- Go Your Own Way (2003)
- Pictures of the Other Side (2007)